# 建邺路
建邺路，是江苏省南京市的道路，全长1063米。

## 历史
南唐时称石城坊、敦化街、来道街。明朝开辟大中桥至石城门的官街，西端大致为今建邺路，为珠宝廊、羊市桥、下街口。1903年修筑成马路，1930年拓宽为6米宽的弹石路，命名为建邺路。1934年改铺碎石路面，1964年改铺轻型沥青灌入式路面，后又加铺沥青混凝土路面。